# Swabhawat
Swabhawat, de korte weg tot wijsheid is een van de meest toonaangevende boeken over yoga in het Nederlandse taalgebied en is geschreven door Saswitha eind jaren 40. De volledige voltooiing met daarbij uiteindelijke publicatie zou nog op zich laten wachten tot 1971.
Swabhawat is een Sanskriet Hindoeïstisch begrip, dat verder voorkomt in de Stanza's van Dzyan, een theosofisch werk van Helena Blavatsky dat het ontstaan van de kosmos en het leven op aarde zou beschrijven, en uit de priestertaal Senzar vertaald zou zijn overgeleverd. Ook bij de Swabhawat van Saswitha liggen de wortels in de Stanza's van Dzyan. Volgens zijn werk zou het niet zozeer van belang zijn hoe de mens denkt, maar wat het denken is. Swabhawat (su = volmaakt schoon; swa = het Zelf; bhawa = Wezen of toestand van het Zijn) zou vertaald kunnen worden als het veranderlijke van het onveranderlijke. Voor het heelal zou volgens Saswitha gelden dat het enige onveranderlijke is, dat alles verandert. Zo zou ook de mens onveranderlijk op zoek zijn naar het evenwicht in het veranderlijke.
Volgens Cohen, de schrijver van de inleiding, zou het boek het beste uitgelegd kunnen worden als een denktraining. In het boek gaat Saswitha in op het eenzijdige dualistische denken, dat alle onze vragen zou oproepen en onze problemen en conflicten zou veroorzaken, gezien het de afzonderlijke begrippen een zelfstandige waarde toekent. De oplossing van vraagstukken en conflicten zou er daarom uit bestaan, het dualistische denken te overwinnen. Ook wanneer dit slechts ten dele slaagt, zou ermee het creatieve denken toenemen. Dit zou dan niet alleen gelden voor conflicten tussen twee partijen, maar ook over persoonlijke problematiek. Daarnaast zou Swabhawat de weg openen om als mens volledig vrij te worden.
Een belangrijk thema in het werk van Saswitha, is het verschilsdenken, waarmee hij bedoelt dat alles dat is ontstaan, voortkomt uit twee krachten, waarbij zij beiden herkenbaar zijn uit hun verschil. Daarbij zijn de drie onderdelen één in hun verschillen en vindt dit alles plaats in de waarnemer, ofwel de mens zelf. Uitgangspunt hierbij is dat een bepaald mens niet kan bestaan zonder de wereld en de wereld niet zonder deze unieke mens. Kennis over het Zelf zou daarom ontstaan door de juist begrepen verschilsbewustwording van en met de wereld. In een vereenvoudigde weergave, werd dit ook wel uitgedrukt in: niets is alleen maar niets, omdat er iets is om het niets niets te noemen.
Voor veel van zijn studenten bleek zijn boek ingewikkeld te zijn en in 1949 kwam hij daarom met de vereenvoudigde Kleine Swabhawat.